# فرنسيس ويندهام
فرنسيس ويندهام (بالإنجليزية: Francis Wyndham)‏‏ (2 يوليو 1924 في لندن - 28 ديسمبر 2017 في لندن) صحفي، وروائي، وكاتب من المملكة المتحدة.

## الجوائز
- زميل في الجمعية الملكية للأدب